# Auterrive
Pour les articles ayant des titres homophones, voir Auterive, Hauterive et Hauterives.
Auterrive [otʁiv] est une commune française, située dans le département des Pyrénées-Atlantiques en région Nouvelle-Aquitaine.

## Géographie

### Localisation
La commune d'Auterrive se trouve dans le département des Pyrénées-Atlantiques, en région Nouvelle-Aquitaine.
Elle se situe à 72 km par la route de Pau, préfecture du département, à 52 km d'Oloron-Sainte-Marie, sous-préfecture, et à 26 km d'Orthez, bureau centralisateur du canton d'Orthez et Terres des Gaves et du Sel dont dépend la commune depuis 2015 pour les élections départementales. 
La commune fait en outre partie du bassin de vie de Salies-de-Béarn.
Les communes les plus proches sont : 
Carresse-Cassaber (1,3 km), Castagnède (1,4 km), Saint-Dos (2,0 km), Escos (2,2 km), Labastide-Villefranche (2,3 km), Oraàs (3,3 km), Saint-Pé-de-Léren (4,3 km), Arancou (4,9 km).
Sur le plan historique et culturel, Auterrive fait partie de la province du Béarn, qui fut également un État et qui présente une unité historique et culturelle à laquelle s’oppose une diversité frappante de paysages au relief tourmenté.

### Communes limitrophes
Les communes limitrophes sont  Carresse-Cassaber, Castagnède, Escos, Labastide-Villefranche et Saint-Dos.
| Saint-Dos              | Carresse-Cassaber |            |
| Labastide-Villefranche | Auterrive         | Castagnède |
|                        | Escos             |            |

### Hydrographie

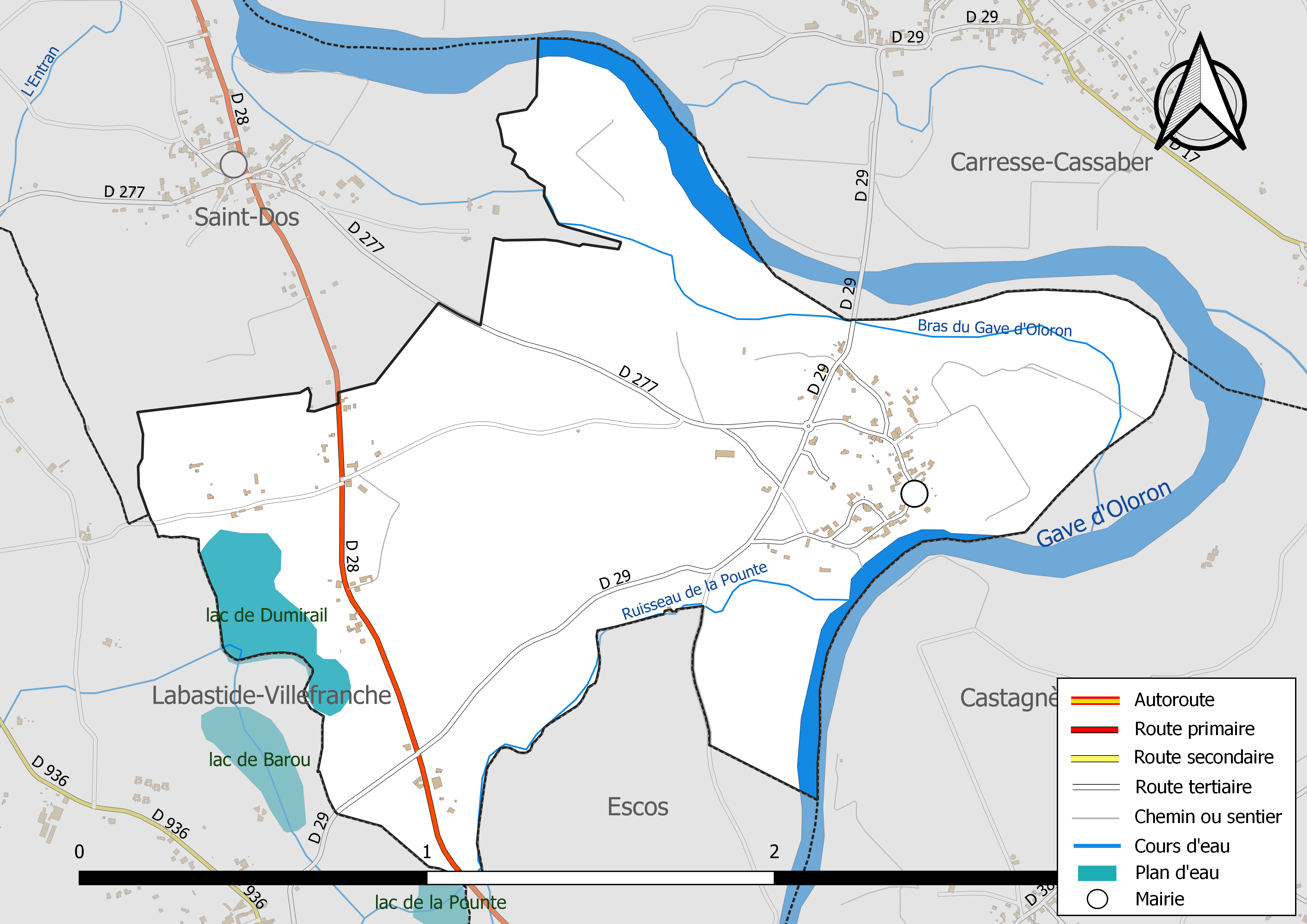
Réseaux hydrographique et routier d'Auterrive.

La commune est drainée par le gave d'Oloron, un bras du gave d'Oloron, le ruisseau de la Pounte et par divers petits cours d'eau, constituant un réseau hydrographique de 5 km de longueur totale,.
Le gave d'Oloron, d'une longueur totale de 148,8 km, prend sa source dans la commune de Laruns et s'écoule vers le nord-ouest. Il traverse la commune et se jette dans le gave de Pau à Sorde-l'Abbaye, après avoir traversé 64 communes.
Au sud-ouest de la commune, s'étend le lac de Dumirail.

### Climat
Pour des articles plus généraux, voir Climat de la Nouvelle-Aquitaine et Climat des Pyrénées-Atlantiques.
Historiquement, la commune est exposée à un micro climat océanique basque.  
En 2020, Météo-France publie une typologie des climats de la France métropolitaine dans laquelle la commune est exposée à un climat de montagne et est dans la région climatique Pyrénées atlantiques, caractérisée par une pluviométrie élevée (>1 200 mm/an) en toutes saisons, des hivers très doux (7,5 °C en plaine) et des vents faibles.
Pour la période 1971-2000, la température annuelle moyenne est de 13,9 °C, avec une amplitude thermique annuelle de 13,9 °C. Le cumul annuel moyen de précipitations est de 1 314 mm, avec 12,5 jours de précipitations en janvier et 8,1 jours en juillet. Pour la période 1991-2020, la température moyenne annuelle observée sur la station météorologique la plus proche, située sur la commune de Saint-Gladie-Arrive-Munein à 11 km à vol d'oiseau, est de 14,3 °C et le cumul annuel moyen de précipitations est de 1 323,1 mm,. Pour l'avenir, les paramètres climatiques de la commune estimés pour 2050 selon différents scénarios d’émission de gaz à effet de serre sont consultables sur un site dédié publié par Météo-France en novembre 2022.

## Urbanisme

### Typologie
Au 1er janvier 2024, Auterrive est catégorisée commune rurale à habitat dispersé, selon la nouvelle grille communale de densité à sept niveaux définie par l'Insee en 2022.
Elle est située hors unité urbaine. Par ailleurs la commune fait partie de l'aire d'attraction de Salies-de-Béarn, dont elle est une commune de la couronne,. Cette aire, qui regroupe 6 communes, est catégorisée dans les aires de moins de 50 000 habitants,.

### Occupation des sols

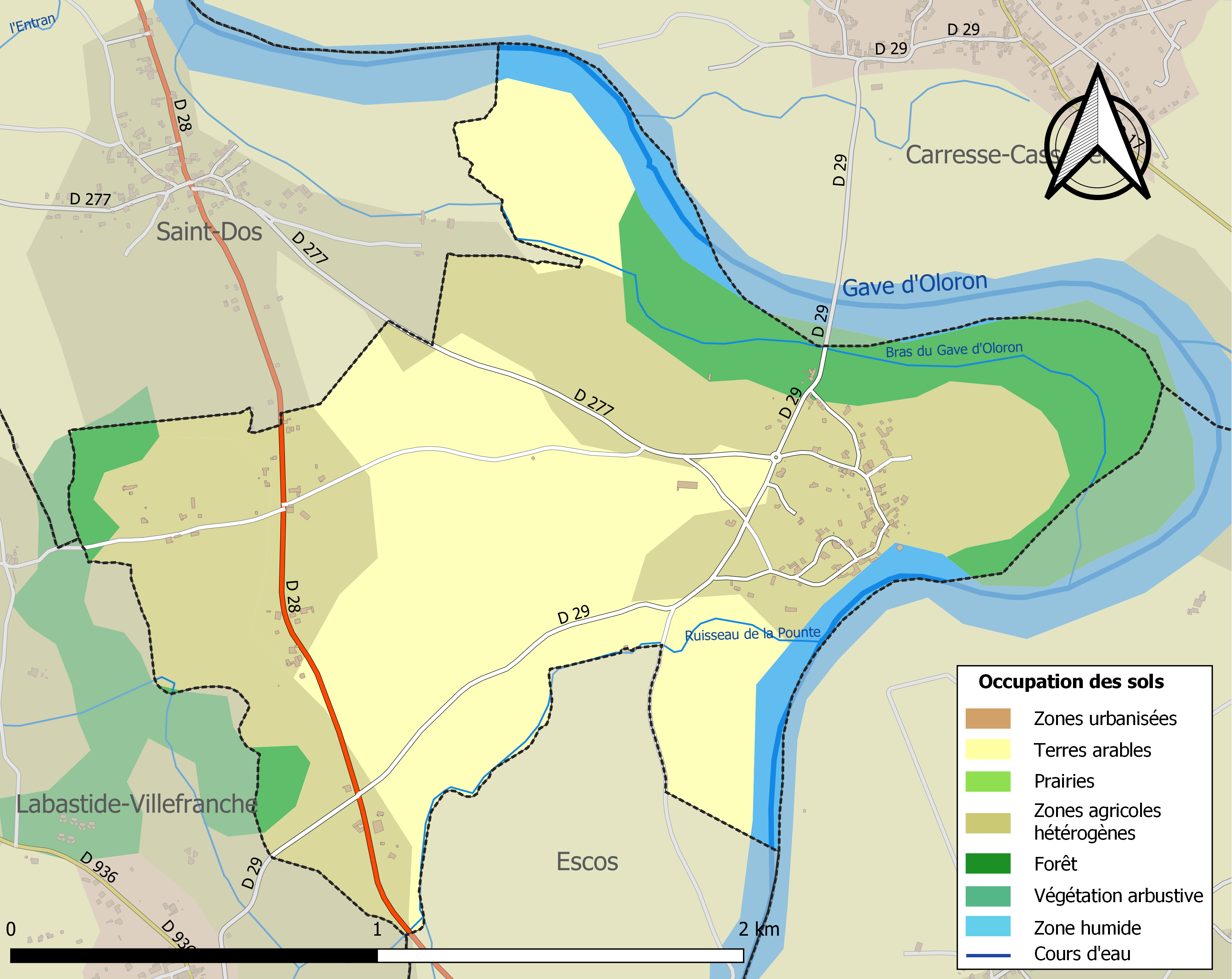
Carte des infrastructures et de l'occupation des sols de la commune en 2018 (CLC).

L'occupation des sols de la commune, telle qu'elle ressort de la base de données européenne d’occupation biophysique des sols Corine Land Cover (CLC), est marquée par l'importance des territoires agricoles (81,6 % en 2018), une proportion identique à celle de 1990 (81,6 %). La répartition détaillée en 2018 est la suivante : 
zones agricoles hétérogènes (41,8 %), terres arables (39,8 %), forêts (12,8 %), eaux continentales (5,6 %). L'évolution de l’occupation des sols de la commune et de ses infrastructures peut être observée sur les différentes représentations cartographiques du territoire : la carte de Cassini (XVIIIe siècle), la carte d'état-major (1820-1866) et les cartes ou photos aériennes de l'IGN pour la période actuelle (1950 à aujourd'hui).

### Lieux-dits et hameaux
- Boucau[7]
- le Désert[7]
- Dumirail[7],[22]
- Durancou[7]
- Labarthe[7]
- Lahosse[7]
- Larribère (le moulin)[7]
- Maysonnave[7]
- Minoterie[7]
- Noutary[7]
- Terrenabe[7]

### Voies de communication et transports
La commune est desservie par les routes départementales D 28, D 29 et D 277.

### Risques majeurs
Le territoire de la commune d'Auterrive est vulnérable à différents aléas naturels : météorologiques (tempête, orage, neige, grand froid, canicule ou sécheresse), inondations et séisme (sismicité modérée). Un site publié par le BRGM permet d'évaluer simplement et rapidement les risques d'un bien localisé soit par son adresse soit par le numéro de sa parcelle.
Certaines parties du territoire communal sont susceptibles d’être affectées par le risque d’inondation par une crue torrentielle ou à montée rapide de cours d'eau, notamment le gave d'Oloron. La commune a été reconnue en état de catastrophe naturelle au titre des dommages causés par les inondations et coulées de boue survenues en 1982, 1983, 1992, 2009, 2014, 2018 et 2021,.

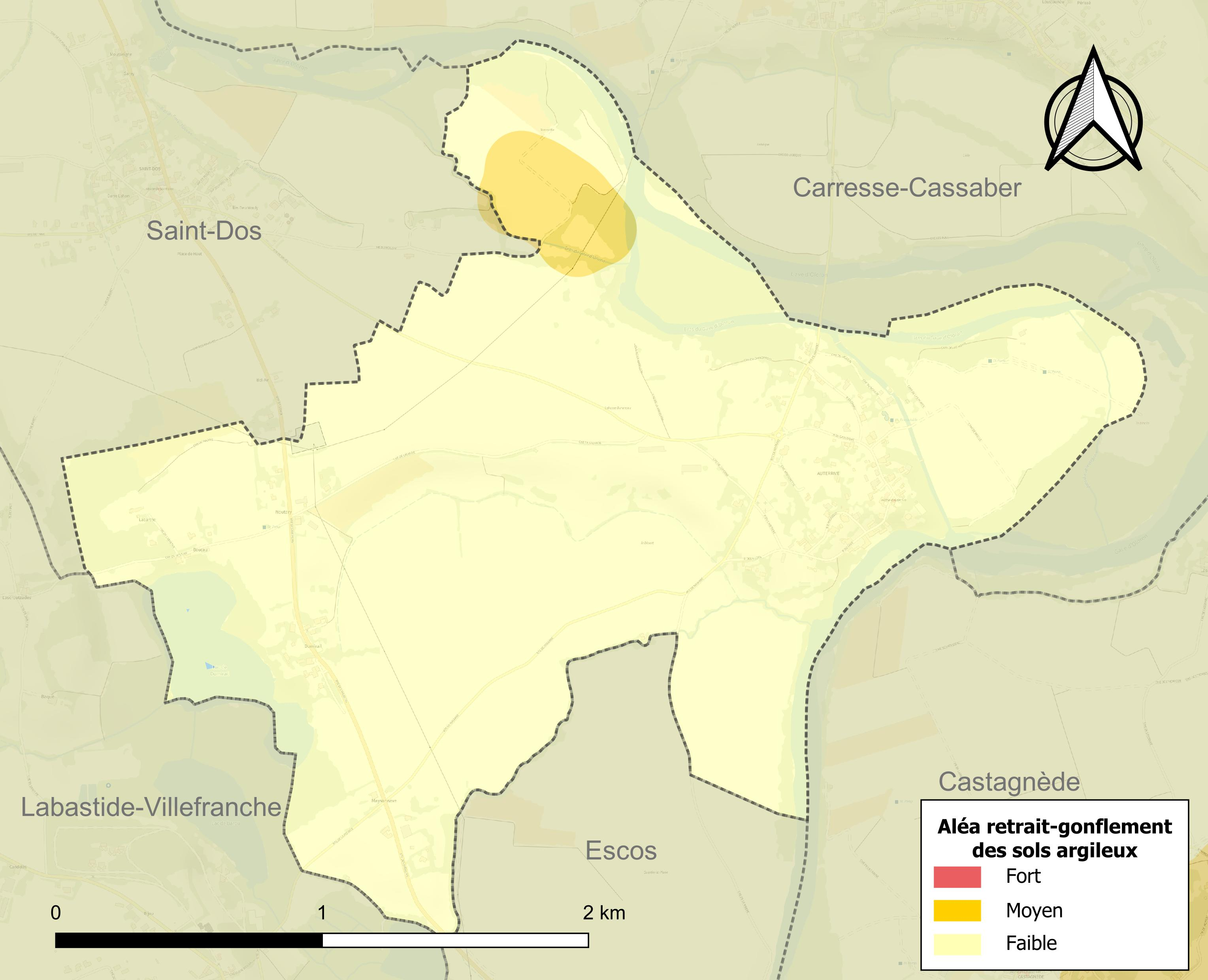
Carte des zones d'aléa retrait-gonflement des sols argileux d'Auterrive.

Le retrait-gonflement des sols argileux est susceptible d'engendrer des dommages importants aux bâtiments en cas d’alternance de périodes de sécheresse et de pluie. 3,5 % de la superficie communale est en aléa moyen ou fort (59 % au niveau départemental et 48,5 % au niveau national). Depuis le 1er octobre 2020, en application de la loi ELAN, différentes contraintes s'imposent aux vendeurs, maîtres d'ouvrages ou constructeurs de biens situés dans une zone classée en aléa moyen ou fort,.

## Toponymie

### Attestations anciennes
Le toponyme Auterrive apparaît sous les formes 
Autarribe (XIIIe siècle, cartulaire de Bayonne), 
Autaribe (vers 1360, titres de Came), 
Sent-Miqueu d'Autarribe (1442, notaires de Labastide-Villefranche), 
Autarrive en France (1675, réformation de Béarn)  et 
Hauterive sur la carte de Cassini (fin XVIIIe siècle).

### Étymologie
Pour Michel Grosclaude, l’étymologie est sans conteste gasconne (auta arriba, du latin alta ripa) et signifie « rive haute ». Son nom béarnais est Autarriba.
On notera que aute arribe /autəriβə/ signifie en gascon aussi bien « haute rive » que « autre rive ». Toutefois cette dernière interprétation, sans attestation historique, n'a pas de vraisemblance toponymique.

### Autres toponymes
Dumirail désigne un hameau et un lac de la commune, déjà mentionnés en 1863, par le dictionnaire topographique Béarn-Pays basque.

### Graphie béarnaise
Son nom béarnais est Autarriba ou Autarribe.

## Histoire
Paul Raymond note qu'Auterrive dépendait de la subdélégation de Dax.

## Politique et administration

### Situation administrative
Auterrive a fait partie de l'arrondissement de Pau jusqu'au 30 décembre 2016. À cette date, elle appartient désormais à celui d'Oloron-Sainte-Marie.

### Liste des maires
| Période | Période  | Identité                   | Étiquette | Qualité |
| ------- | -------- | -------------------------- | --------- | ------- |
| 1995    | 2014     | Josette de Caumia-Baillenx |           |         |
| 2014    | En cours | Philippe Labache           |           |         |

### Intercommunalité
Auterrive fait partie de sept structures intercommunales :
- la communauté de communes du Béarn des Gaves ;
- le SIGOM ;
- le SIVU des cinq villages ;
- le SIVU pour le regroupement pédagogique des communes de Léren, Saint-Pé-de-Léren, Saint-Dos et Auterrive ;
- le syndicat d'énergie des Pyrénées-Atlantiques ;
- le syndicat intercommunal d’alimentation en eau potable du Saleys et des gaves ;
- le syndicat intercommunal des gaves et du Saleys.

## Population et société

### Démographie
Le gentilé est Auterrivains.
L'évolution du nombre d'habitants est connue à travers les recensements de la population effectués dans la commune depuis 1793. Pour les communes de moins de 10 000 habitants, une enquête de recensement portant sur toute la population est réalisée tous les cinq ans, les populations de référence des années intermédiaires étant quant à elles estimées par interpolation ou extrapolation. Pour la commune, le premier recensement exhaustif entrant dans le cadre du nouveau dispositif a été réalisé en 2006.

En 2022, la commune comptait 143 habitants, en évolution de +10,85 % par rapport à 2016 (Pyrénées-Atlantiques : +3,78 %, France hors Mayotte : +2,11 %).
| 1793 | 1800 | 1806 | 1821 | 1831 | 1836 | 1841 | 1846 | 1851 |
| ---- | ---- | ---- | ---- | ---- | ---- | ---- | ---- | ---- |
| 245  | 255  | 287  | 298  | 300  | 301  | 287  | 313  | 345  |

| 1856 | 1861 | 1866 | 1872 | 1876 | 1881 | 1886 | 1891 | 1896 |
| ---- | ---- | ---- | ---- | ---- | ---- | ---- | ---- | ---- |
| 320  | 311  | 302  | 309  | 289  | 284  | 281  | 253  | 265  |

| 1901 | 1906 | 1911 | 1921 | 1926 | 1931 | 1936 | 1946 | 1954 |
| ---- | ---- | ---- | ---- | ---- | ---- | ---- | ---- | ---- |
| 240  | 230  | 248  | 200  | 202  | 205  | 212  | 226  | 201  |

| 1962 | 1968 | 1975 | 1982 | 1990 | 1999 | 2006 | 2011 | 2016 |
| ---- | ---- | ---- | ---- | ---- | ---- | ---- | ---- | ---- |
| 195  | 195  | 163  | 151  | 146  | 137  | 128  | 120  | 129  |

| 2021 | 2022 | - | - | - | - | - | - | - |
| ---- | ---- | - | - | - | - | - | - | - |
| 142  | 143  | - | - | - | - | - | - | - |

## Économie
La commune fait partie de la zone d'appellation de l'ossau-iraty.

## Culture locale et patrimoine

### Lieux et monuments

#### Patrimoine civil
Au pied du gave se dresse une enceinte fortifiée, dite du Barry, poste d'observation et poste frontière entre la Navarre, le Béarn et la Gascogne. Cette petite enceinte eut une garnison de trois soldats jusqu'en 1682. Les ruines actuelles, bien que reposant sur des bases beaucoup plus anciennes, semblent remonter à la guerre de Cent Ans quand Auterrive fut occupée par les Anglais et rattachée au sénéchalat de Hastingues.
La maison Maisonnabe date de 1661 au quartier des Mirails ; la maison Pouey est une ancienne justice seigneuriale et la maison Haû, une ancienne dépendance de l'abbaye de Sorde.
Une petite plaque émaillée mentionne « juin 1875 » et rappelle la crue qui emporta le pont du village en faisant deux morts.
Il existe une minoterie qui n'est plus en activité construite sur un ancien moulin qui figure sur la carte de Cassini. Cette minoterie est en train de tomber en ruine. Une centrale hydroélectrique a été construite à côté de la minoterie sur le canal existant avec de nombreux déboires au fil des années ayant conduit à l’arasement du barrage. Elle fait l'objet en 2014 de gros travaux de mise aux normes demandés par l'administration avec une réhabilitation complète des dispositifs de montaison et de dévalaison.

#### Patrimoine religieux

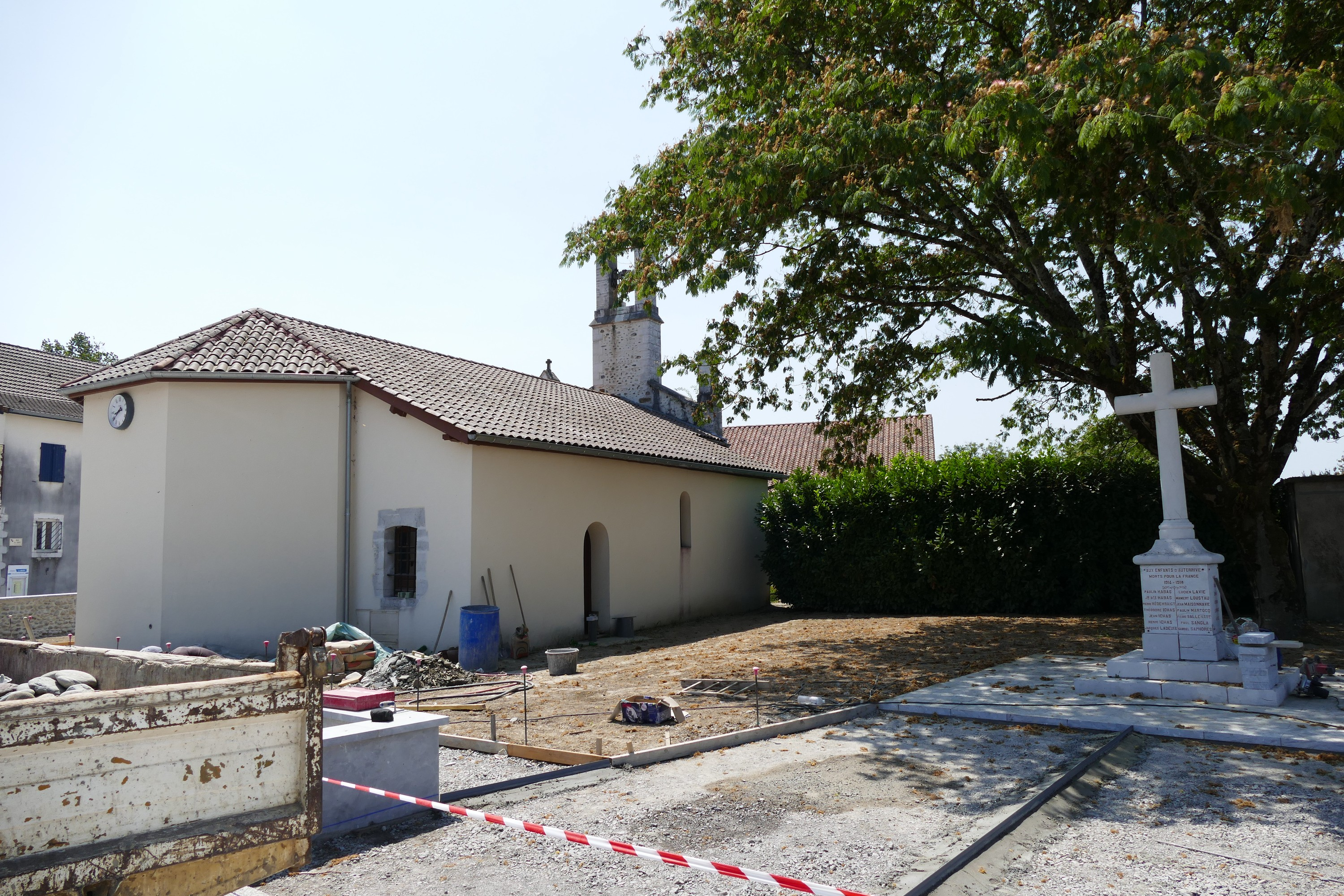
L'église Saint-Jean-Baptiste.

L'église date du XVIe siècle. On notera un retable du XVIIIe, un tableau de saint Michel terrassant le dragon. Fonts baptismaux datés (XVIIIe siècle), Vierge espagnole (XIXe siècle) peinte par un réfugié carliste Cornelio Galindo. Quelques vieilles sépultures autour de l'église dont celles de deux victimes du choléra.
Il existe plusieurs calvaires dont la croix de Saint-Michel (restaurée en 1992) qui marquait les limites de l'abbaye de Sorde.
La chapelle Saint-Jean des Mirailhs, appelée autrefois chapelle du Cabé, a été détruite vers 1990. Cette chapelle a servi de lieu de culte pour le quartier des Mirailhs et est signalée depuis le XIVe siècle. Les actes BMS d'Escos prouvent que cette chapelle a servi pour des baptêmes et des mariages de la famille Dumirailh, propriétaire. On ne trouve plus mention de cérémonies après 1750. En 1790, l'abbé Manesca, curé de Labastide, y célèbre la messe clandestinement. Une prébende y était attachée (maison Prébendé en face) signalée en 1739. Il devait y exister un petit cimetière puisqu'une inhumation y a eu lieu en 1792. Transformée en pressoir au XIXe siècle, on conserve encore la croix de pierre qui se trouvait au faîte de l'édifice ainsi que le bénitier.

### Personnalités liées à la commune
La marquise de Montehermoso (1784-1869), née comtesse María del Pilar Acedo y Sarriá, comtesse d'Echauz, veuve du marquis du même nom et maîtresse de Joseph Bonaparte, roi d'Espagne, s'est mariée au village avec Amédée de Carabène, titulaire de nombreuses décorations françaises et étrangères, futur conseiller général et officier supérieur des campagnes napoléoniennes. Elle était également propriétaire du Barry, site fortifié du village.

### Héraldique
| Blason | Blasonnement : Écartelé : au premier et au quatrième de gueules au geai d'argent, au deuxième et au troisième d'argent au lion de gueules. Commentaires : Auterrive porte un geai dans ses armoiries pour symboliser le site défensif du Barry. Le geai est réputé donner l'alarme quand un intrus pénètre dans un bois. |

## Pour approfondir